# Руски и съветски паметници в Пазарджишка област
| Снимка | Описание/дати стар стил | Надпис | Местоположение | Местоположение |
| ------ | --- | --- | -------------- | --- |
|        | Паметник на руския дипломат княз Алексей Николаевич Церетелев, запознал цар Александър II за турските зверства в Батак                                                            | княз АЛЕКСЕЙ ЦЕРЕТЕЛЕВ 1848 – 1883 руски дипломат запознал цар Александър II за зверствата в Батак това е емоционалният повод за осв. война | Батак          | Намира се на площад „Освобождение“ 41°56′36″ с. ш. 24°13′06.9″ и. д. / 41.943333° с. ш. 24.218583° и. д.                                                        |
|        | Паметник в чест на Освобождението на Белово от османско владичество на 2 януари 1878 г.                                                                                           | 14 януари ден на освобождението на Беловския край от турско робство поклон на освободителите Астрахански драгунски полк, I Московски гвардейски полк, Казашка Кавказка бригада, Киевски хусарски полк, Финландски пехотен полк, Козловски пехотен полк, Гродненски гренадирски полк | Белово         | Намира се на централния площад 42°12′50.2″ с. ш. 24°01′03.5″ и. д. / 42.213944° с. ш. 24.017639° и. д.                                                          |
|        | Мраморна възпоменателна чешма на мястото, където на 9 януари 1878 г. е посрещнат 2-ри дивизион на 9-ти хусарски Киевски полк от армията на генерал Йосиф Гурко                    | В тази местност е посрещнат II дивизион на 9-и хусарски полк от освободителната армия на генерал Гурко на 21. I. 1878 г. | Велинград      | Намира се в „Парк на Освободителите“ 42°02′26.1″ с. ш. 23°59′31″ и. д. / 42.040583° с. ш. 23.991944° и. д.                                                      |
|        | Паметник на капитан Ян Адамович Банерский от 123-ти Козловски полк, убит на 12 януари 1878 г.                                                                                     | Капитан 123-его Козловскаго пехотнаго полка Ян Адамович Банерский умер 12-ого января 1878-ого года | Ветрен         | Намира се в северните покрайнини 42°17′03.6″ с. ш. 24°02′34.5″ и. д. / 42.284333° с. ш. 24.042917° и. д.                                                        |
|        | Паметен знак в чест на освобождението на Ветрен на 13 януари 1878 г. | На 13.I.1878 руските войски освобождават ВЕТРЕН | Ветрен         | Намира се в северните покрайнини в местността Паланка 42°17′03.7″ с. ш. 24°02′32.1″ и. д. / 42.284361° с. ш. 24.04225° и. д.                                    |
|        | Паметна плоча на мястото, където на 31 декември 1877 г. са посрещнати руските освободителни войски                                                                                | На 31.XII.1877 г. руските богатири освободиха село Калугерово от турско робство | Калугерово     | Намира се до църква „Рождество на Пресвета Богородица“ 42°19′30″ с. ш. 24°10′03.3″ и. д. / 42.325° с. ш. 24.167583° и. д.                                       |
|        | Братска могила на 1 унтер офицер и 5 нисши чина от Санкт-Петербургски гренадирски полк, загинали на 25 декември 1877 г. край с. Мечка (Оборище)                                   | Братская могила С. Петербургскаго Гренадерскаго Короля Фридриха Вильгельма III го полка. Здҧсь похоронены 1 унт.офицеръ 5 рядовыхъ которое были убиты 25 Декабря 1877 года подъ Мечко | Оборище        | Намира се в западния край 42°31′01.1″ с. ш. 24°04′25.4″ и. д. / 42.516972° с. ш. 24.073722° и. д.                                                               |
|        | Братска могила на нисши чинове от Санк-Петербургски гренадирски полк, загинали на 25 декември 1877 г. край с. Мечка (Оборище)                                                     | Братска могила на подофицери и войници отъ С.Петербургски Гренадирски полкъ паднали въ боя на 25 декемврий 1877 г. при с.Мечка | Оборище        | Намира се на ул. Капитан Галперд 42°31′04.4″ с. ш. 24°04′23.2″ и. д. / 42.517889° с. ш. 24.073111° и. д.                                                        |
|        | Паметена плоча на мястото на което е посрещнат на 2 януари 1878 г. генерал Николай Петрович Брок – командир на авангарда на руските войски при освобождението на Пазарджик        | Тук на 14.I.1878 г. е пристигнала първата колона на руските освободителни войски начело с генерал Брок | Пазарджик      | Намира се в южната промишлена зона на ул. „Царица Йоана“ близо до моста над река Марица 42°11′01.6″ с. ш. 24°19′13.1″ и. д. / 42.183778° с. ш. 24.320306° и. д. |
|        | Паметник на генерал Николай Петрович Брок – командир на авангарда на руските войски освободил Пазарджик на 2 януари 1878 г.                                                       | генерал Николай Петрович БРОК 1839 - 1919 | Пазарджик      | Намира се в началото на бул. „Стефан Стамболов“ 42°11′08.2″ с. ш. 24°19′22.6″ и. д. / 42.185611° с. ш. 24.322944° и. д.                                         |
|        | Барелеф на генерал Йосиф Гурко | ген. Гурко | Пазарджик      | Намира се в началото на ул. „Генерал Гурко“ 42°11′44.7″ с. ш. 24°20′04.1″ и. д. / 42.19575° с. ш. 24.334472° и. д.                                              |
|        | Паметник на генерал Виктор Дандевил, освободил града на 30 декември 1877 г. | генерал ВИКТОР ДАНДЕВИЛ 1826 – 1907 | Панагюрище     | Намира се на ул. „Генерал Дандевил“ 42°30′31.9″ с. ш. 24°10′53.4″ и. д. / 42.508861° с. ш. 24.1815° и. д.                                                       |
|        | Надгробен паметник на капитан Николай Николаевич Сафонов, командир на 8-ма рота от 123-ти Козловски полк, починал от тиф на 9 март 1878 г. В града е умрял и редник с името Моско | Капитанът от 123-ти Козловски полк НИКОЛАЙ НИКОЛАЕВИЧ САФОНОВ починал на 9 III 1878 г. Взел участие в освобождението на БЪЛГАРИЯ от турско робство | Пещера         | Намира се в двора на църква „Свети Димитър“ 42°02′02.8″ с. ш. 24°17′57.2″ и. д. / 42.034111° с. ш. 24.299222° и. д.                                             |
|        | Паметна плоча за освобождението на село Дервент (квартал Дебър на Първомай) в 16 часа на 5 януари 1878 г. от казаците на барон Шекелберг                                          | | Първомай       | Намира се на центъра на кв. Дебър на ул. Цариградска 42°04′37.9″ с. ш. 25°11′34.7″ и. д. / 42.077194° с. ш. 25.192972° и. д.                                    |
|        | Бюст паметник на полковник Николай Аркадиевич Тимирязев от 4-ти Екатеринославски драгунски полк освободил Стрелча на мястото на 31 декември 1877 г.                               | На това място на 31. XII. 1877 г. стрелчани посрещат с вълнение и радост руските братя освободители. Втори дивизион на Екатеринославския драгунски полк е под командването на полк. Николай Аркадиевич Тимирязев. Великият освободителен поход на руската армия, преминал през Плевен и Шипка стига до Стрелча преди 135 години. Поклон пред подвига на българските и руските войни. 03. III. 2013 г. | Стрелча        | Намира се на площад „Дружба“, в центъра на града 42°30′21.7″ с. ш. 24°19′14.6″ и. д. / 42.506028° с. ш. 24.320722° и. д.                                        |